# 53街車站 (BMT第四大道線)
53街車站（英語：53rd Street station）是紐約地鐵BMT第四大道線的一個慢車地鐵站，位於布魯克林日落公園53街及第四大道交界，設有R線（任何時候停站）、W線（僅繁忙時段停站）、N線（僅深夜停站）列車服務。

## 歷史

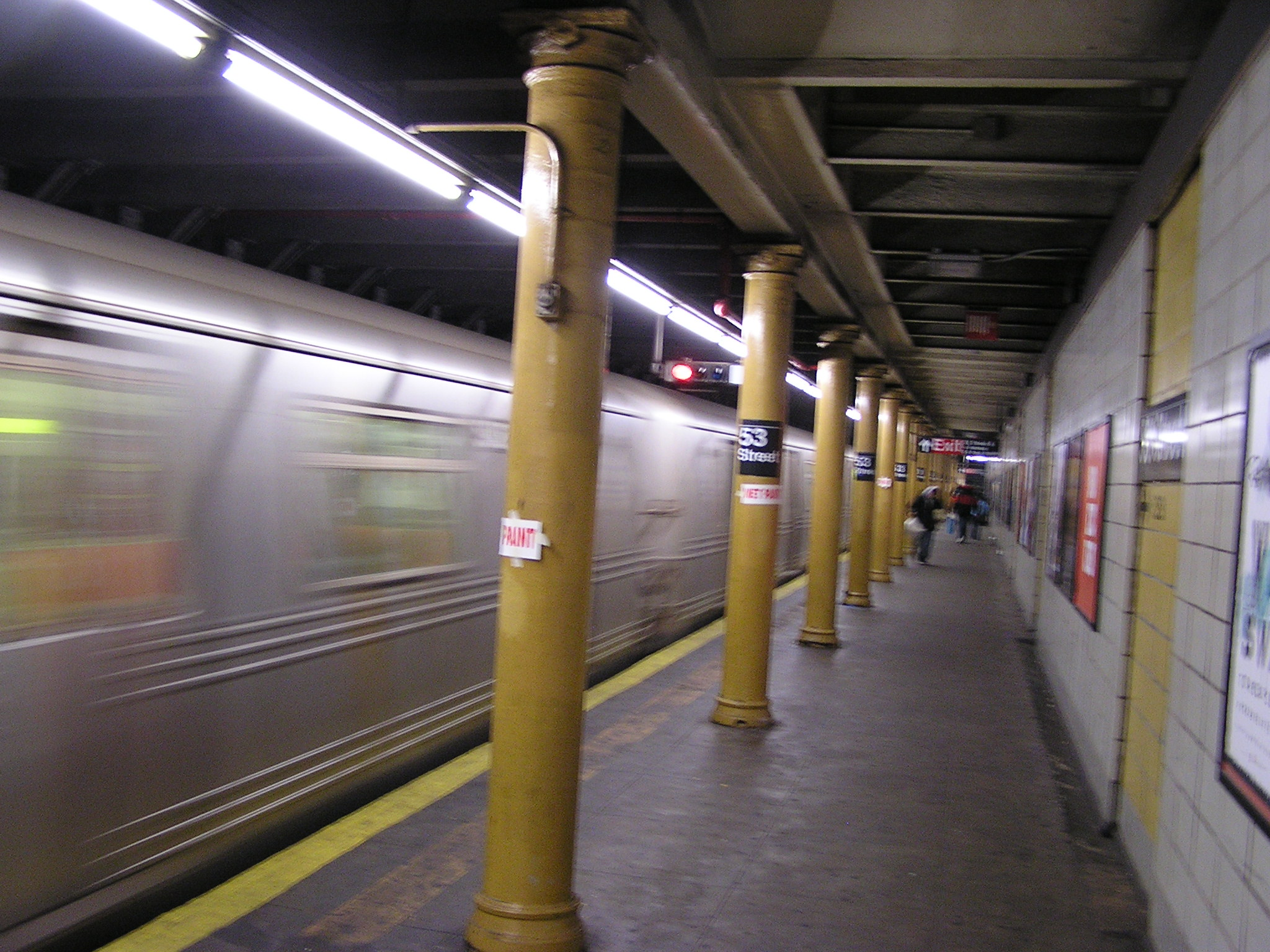
翻新前的車站

此站在1915年6月22日作為BMT第四大道線前往59街原初路段啟用。59街車站是此站的南鄰車站。
1970年代末車站進行了翻新。舊的裁切線由白色煤渣磚取代，只有牆壁上的小型凹槽是藍色煤查磚。翻新時維修了樓梯和安裝了新的月台邊。藍色煤查磚包括站名牌和出口指示牌。翻新同時將白熾燈更換為螢光燈。

### 車站重建
在2015－2019年MTA資金計劃，車站與其他三十個紐約地鐵車站進行翻新，並關閉5個月。更新內容包括蜂窩服務、Wi-Fi、充電站、改善指示牌、改善車站燈光。2016年1月至5月，格林沙爾建築工作時車站翻新設計，阿魯普集團作為諮詢。翻新合約包括翻新BMT第四大道線上的展望大道、53街及灣脊區大道車站，在2016年11月30日獲得合約。Citnalta-Forte聯合投標獲選在這三個車站進行7200萬美元設計興建合約的翻新，是紐約地鐵歷史上首次類似的合約。2017年3月27日關閉進行翻新並在2017年9月8日重開，比預期提早

## 車站結構
| G        | 街道層   | 出入口 |
| M        | 夾層     | 閘機、車站詢問處 |
| P 月台層 | 側式月台 | 側式月台 |
| P 月台層 | 北行慢車 | ← 往森林小丘-71大道 (深夜時往白廳街-南碼頭) (45街) ← 深夜時往阿斯托利亞-迪特馬斯林蔭路 (45街) ← 往阿斯托利亞-迪特馬斯林蔭路 (只限平日時段) (45街) |
| P 月台層 | 北行快車 | ← 不停靠 |
| P 月台層 | 南行快車 | → 不停靠 → |
| P 月台層 | 南行慢車 | → 往灣脊區-95街 (59街) → → 深夜時往康尼島-斯提威爾大道 (59街) → → 往86街 (只限平日時段) (59街) →                                                  |
| P 月台層 | 側式月台 | |

此地下車站設有兩個側式月台和四條軌道兩條中央軌道在日間由N線列車使用。車站牆壁包括翻新的煤渣磚（主要為白色，少量帶有黑色磚）、黑白站名牌以及螢光燈。2017年翻新加入了符合美國殘疾人法案的月台踏板和灰色地磚地板，以及車站牆壁上方的間接照明，由月台邊緣上方移動。
月台上，路牌和往出口的箭頭印在白色牆磚上。兩個月台的樑柱都髤上黑色。每隔一柱就在黑底白字的「53街」站名牌。幾乎全部樑柱都是圓柱，只有近車站主入口兩條樓梯的樑柱因位於月台延長處而是方形。
此站的2017年藝術品由居住在布魯克林的藝術家麥卡連·湯馬斯設計的啟發自大自然的馬賽克。

### 出口
車站的主入口設有兩條樓梯往各月台，往第四大道和53街的西北角和東北角各一條。夾層容許坐回頭車，並設有原初的馬賽克箭頭標誌。南行月台樓梯旁顯示「漢密爾頓堡及康尼島」，而往曼哈頓方向月台樓梯則顯示「市中心列車」。
南行月台近北端還有額外入口。兩部月台層的閘機前往一個著陸層，之後再有三級樓梯上到52街和第四大道交界。2017年翻新以前，這個入口只出不入。著陸層包括原先1915年修剪線，以及車站翻新前的「53」字樣。

## 外部連結
- 维基共享资源上的相關多媒體資源：53街車站
- nycsubway.org—BMT 4th Avenue: 53rd Street
- Station Reporter — R Train
- The Subway Nut — 53rd Street Pictures（页面存档备份，存于）
- Rebuilt Platforms from Google Maps Street View（页面存档备份，存于）
- Rebuilt Mezzanine from Google Maps Street View（页面存档备份，存于）
- Rebuilt 53rd Street Entrance from Google Maps Street View（页面存档备份，存于）